# ستايسي لويس
ستايسي لويس (بالإنجليزية: Stacy Lewis)‏ (و. 1985  م) هي لاعبة غولف أمريكية، ولدت في فايتفيل، شاركت في الغولف في الألعاب الأولمبية الصيفية 2016.

## روابط خارجية
- ستايسي لويس على موقع رابطة لاعبات الغولف المحترفات (الإنجليزية)
- ستايسي لويس على موقع اللجنة الأولمبية الدولية (الإنجليزية)
- ستايسي لويس على موقع أوليمبيديا (الإنجليزية)